# Uschi Glasová
Uschi Glasová, vlastním jménem Helga Ursula Glasová, (* 2. března 1944 Landau an der Isar) je německá herečka a zpěvačka.
Původně pracovala jako účetní a sekretářka. V roce 1965 debutovala ve filmu Tajemný mnich a o rok později hrála hlavní roli ve filmu Vinnetou a míšenka Apanači. Největší úspěch jí přinesla provokativní generační komedie K věci, miláčku (1968). Hrála také ve filmech Sedm krvavých orchidejí, Smělé inkognito, Maminko, jen žádnou paniku a v seriálu Klinika pod palmami. V roce 1970 nazpívala desku Wenn dein Herz brennt, kterou produkoval Giorgio Moroder. Spolupracovala také s hercem a zpěvákem Royem Blackem.
Vydala knihu vzpomínek Mit einem Lächeln. Je známá svojí charitativní činností, podporuje Deutsche KnochenMarkSpenderdatei a Deutsche Stiftung Patientenschutz. V roce 1998 převzala Záslužný řád Spolkové republiky Německo. Má tři děti, syn Benjamin Tewaag je také hercem.